# Unterseeboot 109 (1940)
Pour les articles homonymes, voir Unterseeboot 109.
L'Unterseeboot 109 (ou U-109) est un sous-marin allemand de type IX.B de la Kriegsmarine de la Seconde Guerre mondiale.

## Historique
Il quitte Kiel pour sa première patrouille sous les ordres du Korvettenkapitän Hans-Georg Fischer le 6 mai 1941. Après 24 jours en mer et un résultat de 5 173 tonneaux, il rejoint la base sous-marine de Lorient.
Le Kapitänleutnant Heinrich Bleichrodt prend le commandement le 5 juin 1941 de l'U-109 qui part le 28 juin du port de Lorient pour sa deuxième patrouille. Après 51 jours en mer, sans résultat, il rejoint Lorient le 17 août 1941.
Sa troisième patrouille s'effectue du 5 octobre 1941 au 18 novembre 1941 (45 jours en mer) avec le même résultat de sa précédente patrouille.
Les trois patrouilles suivantes, s'effectuent respectivement du 27 décembre 1941 au 23 février 1942 (59 jours), du 25 mars 1942 au 3 juin 1942 (71 jours) et du 18 juillet 1942 au 6 octobre 1942 (81 jours : sa patrouille la plus longue) avec les résultats suivants: 27 651, 18 092 et 35 601 tonneaux (son meilleur résultat) de navires ennemis coulés.
Sa septième patrouille, débutant le 28 novembre 1942, le ramène à la base sous-marine de Saint-Nazaire le 23 janvier 1943 après 57 jours en mer sans résultat
L'Oberleutnant zur See Joachim Schramm prend le commandement du navire le 1er mars 1943 et quitte Saint-Nazaire pour la huitième patrouille de l'U-109 le 3 mars 1943 pour rejoindre Lorient le 1er avril 1943 après 30 jours en mer sans résultat.
Lors de son départ de Lorient le 28 avril 1943 pour sa neuvième patrouille, l'U-109 est coulé le 4 mai 1943, après sept jours en mer, au sud de l'Irlande par des charges de profondeur lancées par un bombardier lourd britannique Consolidated B-24 Liberator (Squadron 86/P), à la position géographique de 47° 22′ N, 22° 40′ O. 
Les 52 membres d'équipage meurent lors de cette attaque.

## Affectations
- 2. Unterseebootsflottille du 5 décembre 1940 au 30 avril 1941 à Wilhelmshaven pendant sa période de formation
- 2. Unterseebootsflottille du 1er mai 1941 au 4 mai 1943 à la base sous-marine de Lorient en tant qu'unité combattante

## Commandement
- Korvettenkapitän Hans-Georg Fischer du 5 décembre 1940 au 4 juin 1941
- Kapitänleutnant Heinrich Bleichrodt du 5 juin 1941 au 31 janvier 1943
- Oberleutnant zur See Joachim Schramm du 1er mars 1943 au 4 mai 1943

## Patrouilles
|       | Commandant                 | Départ            | Départ        | Arrivée           | Arrivée       | Jours     | Succès   |
| ----- | -------------------------- | ----------------- | ------------- | ----------------- | ------------- | --------- | -------- |
| 1     | KrvKpt. Hans-Georg Fischer | 6 mai 1941        | Kiel          | 29 mai 1941       | Lorient       | 24 jours  | 5 173    |
| 2     | Kptlt. Heinrich Bleichrodt | 28 juin 1941      | Lorient       | 17 août 1941      | Lorient       | 51 jours  |          |
|       | Kptlt. Heinrich Bleichrodt | 21 septembre 1941 | Lorient       | 22 septembre 1941 | Lorient       | 2 jours   |          |
| 3     | Kptlt. Heinrich Bleichrodt | 5 octobre 1941    | Lorient       | 18 novembre 1941  | Lorient       | 45 jours  |          |
| 4     | Kptlt. Heinrich Bleichrodt | 27 décembre 1941  | Lorient       | 23 février 1942   | Lorient       | 59 jours  | 27 651   |
| 5     | Kptlt. Heinrich Bleichrodt | 25 mars 1942      | Lorient       | 3 juin 1942       | Lorient       | 71 jours  | 18 092   |
| 6     | Kptlt. Heinrich Bleichrodt | 18 juillet 1942   | Lorient       | 6 octobre 1942    | Lorient       | 81 jours  | 35 601   |
| 7     | Kptlt. Heinrich Bleichrodt | 28 novembre 1942  | Lorient       | 23 janvier 1943   | Saint-Nazaire | 57 jours  |          |
| 8     | Oblt. Joachim Schramm      | 3 mars 1943       | Saint-Nazaire | 1er avril 1943    | Lorient       | 30 jours  |          |
| 9     | Oblt. Joachim Schramm      | 28 avril 1943     | Lorient       | 4 mai 1943        | Coulé         | 7 jours   |          |
| Total | Total                      | Total             | Total         | Total             | Total         | 425 jours | 86 517 t |

Note : Oblt. = Oberleutnant zur See - Kptlt. = Kapitänleutnant - KrvKpt. = Korvettenkapitän

### Opérations Wolfpack
L'U-109 a opéré avec les Wolfpacks (meutes de loup) durant sa carrière opérationnelle:
1. West (13 mai 1941 - 23 mai 1941)
2. Süd (22 juillet 1941 - 5 août 1941)
3. Mordbrenner (16 octobre 1941 - 3 novembre 1941)
4. Wohlgemut (12 mars 1943 - 18 mars 1943)

## Navires coulés
- L'Unterseeboot 109 a coulé douze navires pour un total de 79 969 tonneaux et en a endommagé un autre de 6 548 tonneaux au cours de ses neuf patrouilles.

| Date              | Nom              | Nationalité | Tonnage (GRT) | Fait      |
| ----------------- | ---------------- | ----------- | ------------- | --------- |
| 23 janvier 1941   | Thirlby          | Royaume-Uni | 4 877         | Coulé     |
| 1er février 1941  | Tacoma Star      | Royaume-Uni | 7 924         | Coulé     |
| 5 février 1941    | Montrolite       | Canada      | 11 309        | Coulé     |
| 6 février 1941    | Halcyon          | Panama      | 3 531         | Coulé     |
| 20 avril 1941     | La Paz           | Royaume-Uni | 6 548         | Endommagé |
| 3 mai 1941        | Laertes          | Pays-Bas    | 5 825         | Coulé     |
| 7 août 1941       | Arthur W. Sewall | Norvège     | 6 030         | Coulé     |
| 11 août 1941      | Vimeira          | Royaume-Uni | 5 728         | Coulé     |
| 3 septembre 1941  | Ocean Might      | Royaume-Uni | 7 173         | Coulé     |
| 6 septembre 1941  | Tuscan Star      | Royaume-Uni | 11 449        | Coulé     |
| 17 septembre 1941 | Peterton         | Royaume-Uni | 5 221         | Coulé     |